# Józef Richter (fabrykant)
Józef Richter (ur. 7 marca 1819 w Filipowie, zm. 12 stycznia 1898 w Georgswalde) – łódzki fabrykant.

## Życiorys
Przyjechał do Łodzi wraz z rodziną w 1825 r. W 1841 r. zakupił działkę przy ówczesnej ul. Placowej 17 (dzisiejszej ul. ks. I. Skorupki w Łodzi), przy której rozpoczął ręczną produkcję tkanin wełnianych oraz wybudował parterowy dom. Jego zakład zatrudniał 31 osób i był wyposażony w 8 krosien. W latach 40. XIX w. podjął decyzję o wyjeździe w głąb Rosji wraz z żoną, gdzie w 1849 r. przyszedł na świat ich pierwszy syn – Zygmunt Richter. Po powrocie Richter rozbudował przedsiębiorstwo, ulokował w fabryce 170 mechanicznych krosien, a następnie maszyny parowe. Jego fabryka w latach 80. XIX w. zatrudniała ok. 450 osób. Józef Richter w latach 1856–1861 był członkiem Zgromadzenia Majstrów Tkackich w Łodzi, a ponadto był założycielem towarzystwa Wzajemnego Kredytu Łódzkich Przedsiębiorców, ponadto był współzałożycielem i członkiem zarządu Banku Handlowego w Łodzi. W 1886 r. wycofał się z prowadzenia biznesu i wrócił w rodzinne strony. Został pochowany w Czeskiej Lipie.

### Życie prywatne
Był synem tkacza, Jóżefa Richtera. Pochodził z katolickiej rodziny. Ze swoją żoną – Joanną Sieber miał dziewięcioro dzieci:
- Juliannę,
- Zygmunta (1849–1921) – fabrykant, właściciel willi Zygmunta Richtera,
- Augusta Juliusza,
- Lidię,
- Reinholda (1855–1930) – właściciel willi Reinholda Richtera,
- Franciszkę,
- Józefa (1860–1926) – właściciel willi Józefa Richtera[3],
- Karola,
- Józefinę (1866–1962) – żona (od 1892) architekta Johanna Stecka (1851–1914)[4].